# Eidgenössische Volksabstimmung über die OECD-Mindeststeuer für Unternehmen
Die eidgenössische Volksabstimmung über die OECD-Mindeststeuer für Unternehmen (offiziell: Bundesbeschluss über eine besondere Besteuerung grosser Unternehmensgruppen (Umsetzung des OECD/G20-Projekts zur Besteuerung grosser Unternehmensgruppen)) ist eine Verfassungsänderung, die am 18. Juni 2023 Volk und Ständen zur Abstimmung vorgelegt wurde (obligatorisches Referendum). Bei der Vorlage ging es darum, dass eine Mindeststeuer der OECD für grosse Unternehmensgruppen in der Schweiz eingeführt wird. Das Projekt der OECD/G20 umfasst die Besteuerung der Marktstaaten sowie eine Mindeststeuer. Die Arbeiten zur Marktstaatenbesteuerung sind jedoch noch nicht ausgereift; in der Volksabstimmung ging es vor allem um die Mindestbesteuerung. In einem ersten Schritt, den die Abstimmung am 18. Juni 2023 darstellte, sollte eine neue Verfassungsnorm dem Bund die Kompetenz geben, das OECD/G20-Projekt umzusetzen. Die Vorlage enthielt weiter Übergangsbestimmungen, die den Bundesrat ermächtigten, die Mindestbesteuerung temporär auf dem Verordnungsweg zu vollstrecken, bis ein Bundesgesetz ausgearbeitet wird. Das Volk nahm die Vorlage mit 78,5 %, die Stände nahmen sie einstimmig an. Die Mindeststeuer trat am 1. Januar 2024 in Kraft.

## Vorgeschichte
Seit geraumer Zeit streben die G20-Staaten und die OECD eine Einschränkung des internationalen Steuerwettbewerbs an. Als Reaktion darauf verabschiedete das Parlament 2018 das Bundesgesetz über die Steuerreform und die AHV-Finanzierung (STAF) an, das das Steuerniveau für ausländische Unternehmen (Statusgesellschaften) an jenes der Schweizer angleicht. Dem stimmte die Bevölkerung in der Schweiz im Jahr 2019 zu. Um ihre Wettbewerbsfähigkeit zu erhalten, senkten zahlreiche Kantone die Gewinnsteuersätze.
Im Jahr 2021 konkretisierten sich die Pläne der OECD/G20, die zuvor wegen der Covid-19-Pandemie ins Stocken geraten waren. Die ausgearbeiteten Pläne bestehen aus zwei Säulen. Die erste Säule beinhaltet eine Regelung zum Ort der Besteuerung von Gewinnen internationaler Unternehmen, deren Marge über 10 % beträgt. Diese sollten die entsprechenden Gewinne neu zu 20 % in den Staaten versteuern müssen, in denen sich ihre Absatzmärkte befinden. Diese Säule zielte ursprünglich auf die Besteuerung der Gewinne digitaler Konzerne ab. Die zweite Säule verlangt eine Mindestbesteuerung von grossen Unternehmensgruppen.

## Abstimmungsvorlage

### Abstimmungstext
1 Der Bund kann für grosse Unternehmensgruppen Vorschriften über eine Besteuerung im Marktstaat und eine Mindestbesteuerung erlassen.
2 Er orientiert sich dabei an internationalen Standards und Mustervorschriften.
3 Er kann zur Wahrung der Interessen der schweizerischen Gesamtwirtschaft abweichen von:
a. den Grundsätzen der Allgemeinheit und der Gleichmässigkeit der Besteuerung sowie dem Grundsatz der Besteuerung nach der wirtschaftlichen Leistungsfähigkeit gemäss Artikel 127 Absatz 2;
b. den maximalen Steuersätzen gemäss Artikel 128 Absatz 1;
c. den Vorschriften über den Vollzug gemäss Artikel 128 Absatz 4 erster Satz;
d. den Ausnahmen von der Steuerharmonisierung gemäss Artikel 129 Absatz 2 zweiter Satz.
Übergangsbestimmungen

### Inhalt

#### Besteuerung der Marktstaaten (Säule 1)

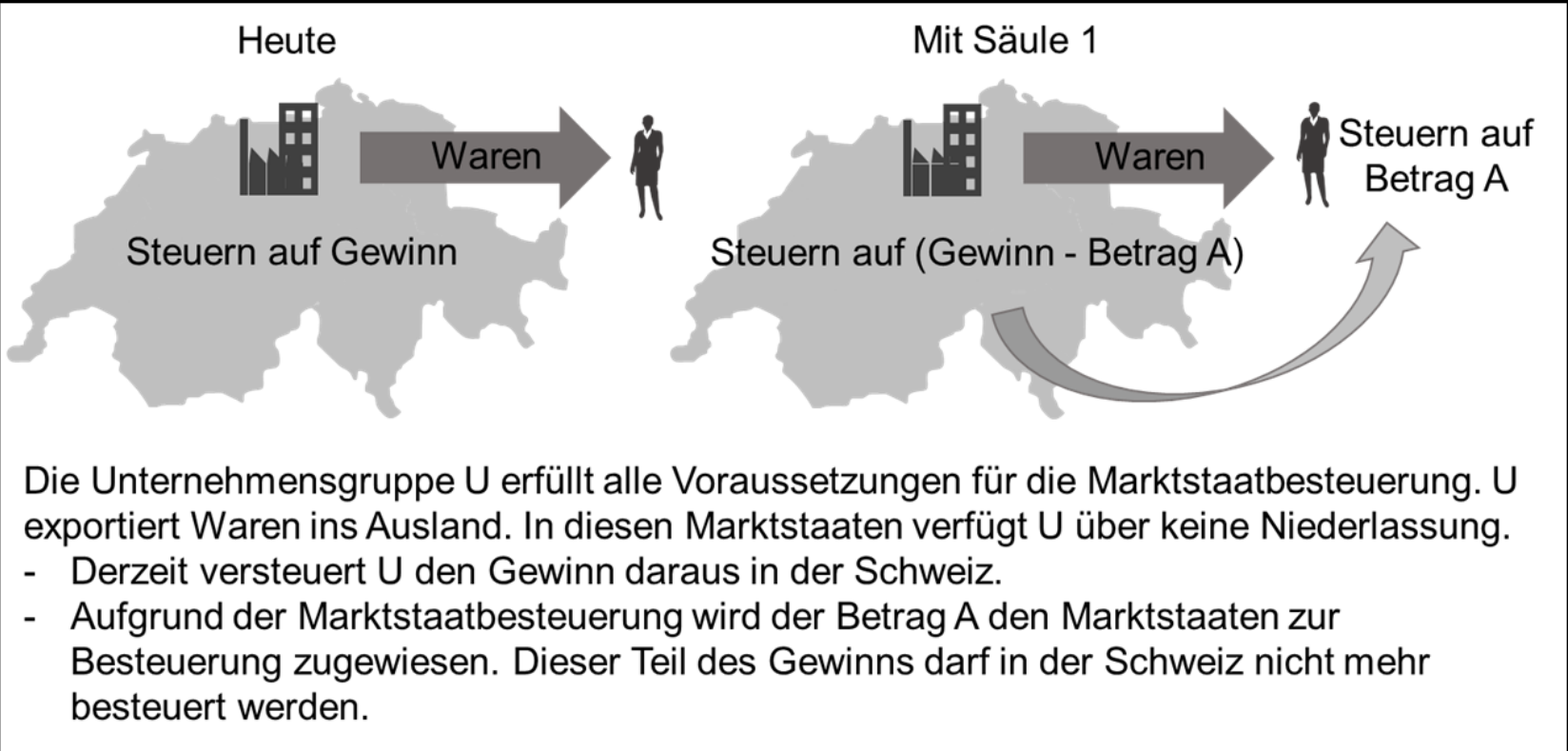
Schematische Darstellung der Funktionsweise der Marktstaatbesteuerung

Die Arbeiten zur Säule 1 sind noch nicht weit fortgeschritten. Sobald ein Abkommen dazu vorliegt, wird der Bundesrat darüber entscheiden, ob er es unterzeichnet. Wenn Volk und Stände die Vorlage annehmen, wäre der Bundesrat, sofern es zur Ratifikation kommt, zur Umsetzung des Vertrages ermächtigt. Wenn die Bundesversammlung die Ratifikation des Vertrags genehmigen muss, können Volk- und Stände je nach Tragweite des Vertrags das Referendum ergreifen. Der Bundesrat wird durch die angenommene Vorlage lediglich zur Umsetzung eines allfälligen Vertrags ermächtigt.
Mit der Säule 1 soll die Besteuerung der Marktstaaten am Gewinn hochprofitabler Unternehmensgruppen erhöht oder überhaupt erst ermöglicht werden. Bei den Marktstaaten handelt es sich um jene Staaten, in denen die Waren abgesetzt (d. h. verkauft) bzw. die Dienstleistungen erbracht werden. Eine physische Präsenz ist dafür nicht nötig. Davon betroffen wären internationale Unternehmensgruppen mit über 20 Milliarden Euro Jahresumsatz und über 10 % Marge, was die rund 100 grössten und profitabelsten Unternehmensgruppen weltweit umfasst. Ausgenommen von der Säule 1 sind der Rohstoffabbau sowie gewisse regulierte Finanzdienstleistungen. Konkret sollen Marktstaaten, in denen eine Unternehmensgruppe mindestens 1 Million Euro Umsatz generiert, einen Anteil des Gewinns besteuern dürfen. Für kleine Länder ist eine tiefere Umsatzschwelle vorgesehen. Damit der Gewinn, der den Marktstaaten zugewiesen ist, keiner Doppelbesteuerung unterliegt, müssen voraussichtlich jene Staaten, in denen Einheiten der Unternehmensgruppe mit überdurchschnittlich hohen Renditen ansässig sind, eine entsprechende Entlastung gewähren.

#### Mindeststeuer (Säule 2)

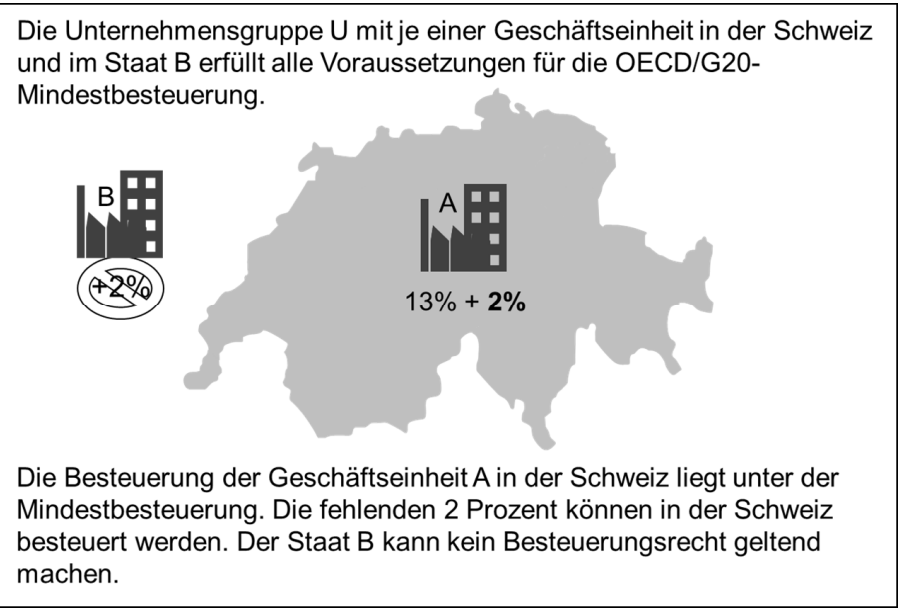
Beispielfall der OECD-Mindestbesteuerung

Die zweite Säule sieht vor, dass Unternehmensgruppen, deren Umsatz pro Jahr 750 Millionen Franken übersteigt, eine globale Mindeststeuer von 15 % zahlen müssen. Betroffen sind in der Schweiz ca. 2'000 Unternehmen. Dabei muss der Mindeststeuersatz jeweils pro Staat erreicht werden. Ausgenommen von der Mindestbesteuerung sind Einkommen aus dem internationalen Seeverkehr. Die Schweiz soll die Mindestbesteuerung der betroffenen Unternehmensgruppen mithilfe einer Ergänzungssteuer sicherstellen. Sie soll von der Ergänzungssteuer Gebrauch machen können, wenn eine in der Schweiz tätige Unternehmensgruppe die Mindestbesteuerung in der Schweiz oder im Ausland nicht erreicht. Damit werden die zusätzlichen Steuereinnahmen der Schweiz zufliessen, und die dort ansässigen Unternehmen werden vor zusätzlichen Steuerverfahren im Ausland geschützt. Die zusätzlichen Einnahmen fliessen zu 75 % den Kantonen, der Rest dem Bund zu. Während die Kantone aufgrund ihrer Finanzautonomie frei über die Mehreinnahmen verfügen dürfen, sind sie beim Bund zweckgebunden: Nachdem die Mehrausgaben beim Finanz- und Lastenausgleich getilgt worden sind, werden die Mittel dafür genutzt, die Standortattraktivität der Schweiz zu verbessern.

### Umsetzung
Bei der praktischen Umsetzung des OECD/G20-Projekts ist noch vieles unklar. Daher ist der Bundesrat der Ansicht, dass sie schrittweise geschehen muss. Die rechtliche Umsetzung der Mindestbesteuerung erfolgte in einem ersten Schritt mit der Verfassungsänderung (neuer Art. 129a). Sie schafft neue Kompetenzen für den Bund, entfaltet aber darüber hinaus noch keine unmittelbaren Rechtswirkungen. Die Einführung der Marktstaatsteuer und der Mindestbesteuerung müssen in einem Bundesgesetz geregelt werden, das dem fakultativen Referendum unterstehen wird. Die Verfassungsänderung erlaubt es dem Gesetzgeber, beide Säulen einzuführen und dabei – sofern Anlass dazu besteht – von bestehenden verfassungsrechtlichen Prinzipien abzuweichen. Da zeitliche Dringlichkeit besteht (die Regelungen der OECD sollen 2024 in Kraft treten), ist der Bundesrat ermächtigt, die Bestimmungen der Mindeststeuer auf dem Verordnungsweg zu erlassen, bis die Bundesversammlung ein Gesetz verabschiedet hat (frühestens 2026). Dann tritt die Verordnung ausser Kraft.

### Behandlung in den Eidgenössischen Räten
Der Ständerat behandelte die Vorlage am 28. September 2022 als Erstrat. In der Gesamtabstimmung wurde sie mit 44 zu null Stimmen angenommen. Den Grund für den geringen Widerstand sehen einige Parlamentarier in der Alternativlosigkeit der Vorlage: Obschon sie die grösste Steuererhöhung seit Jahren bedeute und «von aussen aufgedrückt» werde (Benedikt Würth, Die Mitte), gebe es keine Alternative. Zwar sei die Schweiz weder politisch noch juristisch verpflichtet, die Regeln zu übernehmen. Tue sie es nicht, kämen die Steuern aber einem anderen Staat zugute.
Auch der Nationalrat hiess die Vorlage gut; er schaffte jedoch eine Differenz zum Ständerat. Dieser hatte sich im September dafür ausgesprochen, 75 % der Erträge den Standortkantonen der betroffenen Unternehmen zukommen zu lassen und nur 25 % dem Bund. Der Nationalrat wollte hingegen eine 50/50 Verteilung. Vor allem die Grünen und die SP fochten für einen hälftigen Bundesanteil. Als der Ständerat in seiner nächsten Debatte auf den Bundesanteil von 25 % bestand, gab der Nationalrat jedoch nach. Somit war der strittigste Punkt in der Debatte beseitigt. Die letzte Differenz bildete die Frage, ob das Parlament den Kantonen vorgeben soll, wie sie Städte und Gemeinden an den erwarteten Mehreinnahmen beteiligen sollen. Während der Nationalrat eine Verteilung festschreiben wollte, lehnte dies der Ständerat ab. Das Geschäft wurde daher erneut von der grossen Kammer behandelt, die mit 104 zu 72 Stimmen bei einer Enthaltung zustimmte, auf eine Vorgabe zu verzichten.
In den Schlussabstimmungen nahm der Nationalrat den Entwurf mit 127 zu 59 Stimmen bei zehn Enthaltungen an, der Ständerat mit 38 zu zwei bei vier Enthaltungen.

## Argumente von Bundesrat und Parlament
Wäre die Vorlage abgelehnt worden, hätten andere Staaten Besteuerungsansprüche geltend machen können. Das bedeutet, dass die Unternehmen zwar höher belastet würden, die Einnahmen jedoch nicht der Schweiz zustünden. Laut dem Bundesrat hätte die Schweiz in diesem Fall an Wettbewerbsfähigkeit eingebüsst. Er befürchtete überdies, dass jene Unternehmensgruppen, die in der Schweiz ansässig sind, wegen ausländischer Steuerverfahren einem grösseren administrativen Aufwand ausgesetzt gewesen wären.
Die Umsetzung des OECD/G20-Projekts erfolge gezielt. Eine generelle Erhöhung der Steuersätze für sämtliche Unternehmen sei ausgeschlossen. Nicht betroffen seien zudem KMU, kleinere Unternehmensgruppen und rein national tätige Unternehmensgruppen.
Nach Ansicht des Bundesrates wurde das föderalistische Steuersystem der Schweiz nicht untergraben, obgleich gewisse technische Aspekte der Reform damit im Konflikt stünden – namentlich das sogenannte Blending. Hierbei werden alle Geschäftseinheiten eines Staates zusammengenommen (aggregiert) betrachtet: Ein Kanton kann allein aufgrund der steuerlichen Situation jener Geschäftseinheiten, die bei ihm ansässig sind, nicht beurteilen, ob die Unternehmensgruppe die Mindestbesteuerung in der Schweiz erreicht. Der Bundesrat entschied sich für einen dezentralen Vollzug, aber unter der Aufsicht der ESTV. Der Bund solle für die Kantone verbindlich regeln, welche Geschäftseinheiten die Ergänzungssteuer zu entrichten haben und welcher Kanton sie vollzieht; die Kantone behielten ihre Autonomie.

## Volksabstimmung

### Parteipositionen
Ja-Parole: FDP, GLP, SVP, Die Mitte, EVP
Nein-Parole: SP
Stimmfreigabe: Grüne, EDU

### Meinungsumfragen
| Institut | Auftraggeber | Datum          | Ja | Eher Ja | Unentschieden Keine Antwort | Eher Nein | Nein |
| -------- | ------------ | -------------- | -- | ------- | --------------------------- | --------- | ---- |
| LeeWas   | Tamedia      | 31. Mai 2023   | 62 | 9       | 3                           | 5         | 21   |
| gfs.Bern | SRG SSR      | 27. Mai 2023   | 52 | 21      | 3                           | 9         | 15   |
| LeeWas   | Tamedia      | 15. Mai 2023   | 60 | 15      | 4                           | 7         | 14   |
| gfs.Bern | SRG SSR      | 1. Mai 2023    | 55 | 29      | 4                           | 6         | 6    |
| LeeWas   | Tamedia      | 26. April 2023 | 58 | 19      | 5                           | 7         | 11   |

Bemerkungen: Angaben in Prozent. Das Datum bezeichnet den mittleren Zeitpunkt der Umfrage, nicht den Zeitpunkt der Publikation der Umfrage.

### Ergebnis
| Kanton                 | Stimmbeteiligung in Prozent | Ja-Stimmen | Ja in Prozent |
| ---------------------- | --------------------------- | ---------- | ------------- |
| Schweiz                | 42.4                        | 1,803,309  | 78.5          |
| Zürich                 | 44.8                        | 325,482    | 76.6          |
| Bern                   | 44.0                        | 239,532    | 74.9          |
| Luzern                 | 42.0                        | 92,217     | 78.7          |
| Uri                    | 41.2                        | 7,908      | 72.8          |
| Schwyz                 | 49.1                        | 39,231     | 75.2          |
| Obwalden               | 49.4                        | 10,144     | 77.2          |
| Nidwalden              | 49.5                        | 12,272     | 79.5          |
| Glarus                 | 39.9                        | 7,558      | 73.3          |
| Zug                    | 50.7                        | 32,638     | 82.3          |
| Freiburg               | 38.4                        | 64,621     | 80.7          |
| Solothurn              | 39.5                        | 55,488     | 78.1          |
| Basel-Stadt            | 47.5                        | 43,016     | 81.3          |
| Basel-Landschaft       | 42.7                        | 64,204     | 81.3          |
| Schaffhausen           | 63.2                        | 23,346     | 75.9          |
| Appenzell Ausserrhoden | 46.0                        | 13,327     | 75.5          |
| Appenzell Innerrhoden  | 37.2                        | 3,449      | 77.7          |
| St. Gallen             | 41.1                        | 102,867    | 76.7          |
| Graubünden             | 39.3                        | 42,154     | 77.7          |
| Aargau                 | 40.7                        | 136,340    | 77.0          |
| Thurgau                | 41.5                        | 54,947     | 76.3          |
| Tessin                 | 39.3                        | 63,711     | 75.8          |
| Waadt                  | 41.1                        | 160,826    | 85.7          |
| Wallis                 | 39.4                        | 69,022     | 79.9          |
| Neuenburg              | 36.0                        | 33,891     | 84.7          |
| Genf                   | 40.1                        | 91,563     | 85.6          |
| Jura                   | 32.2                        | 13,555     | 80.0          |

Quelle: